# Southern Railway of British Columbia
Pour les articles homonymes, voir Southern Railway.

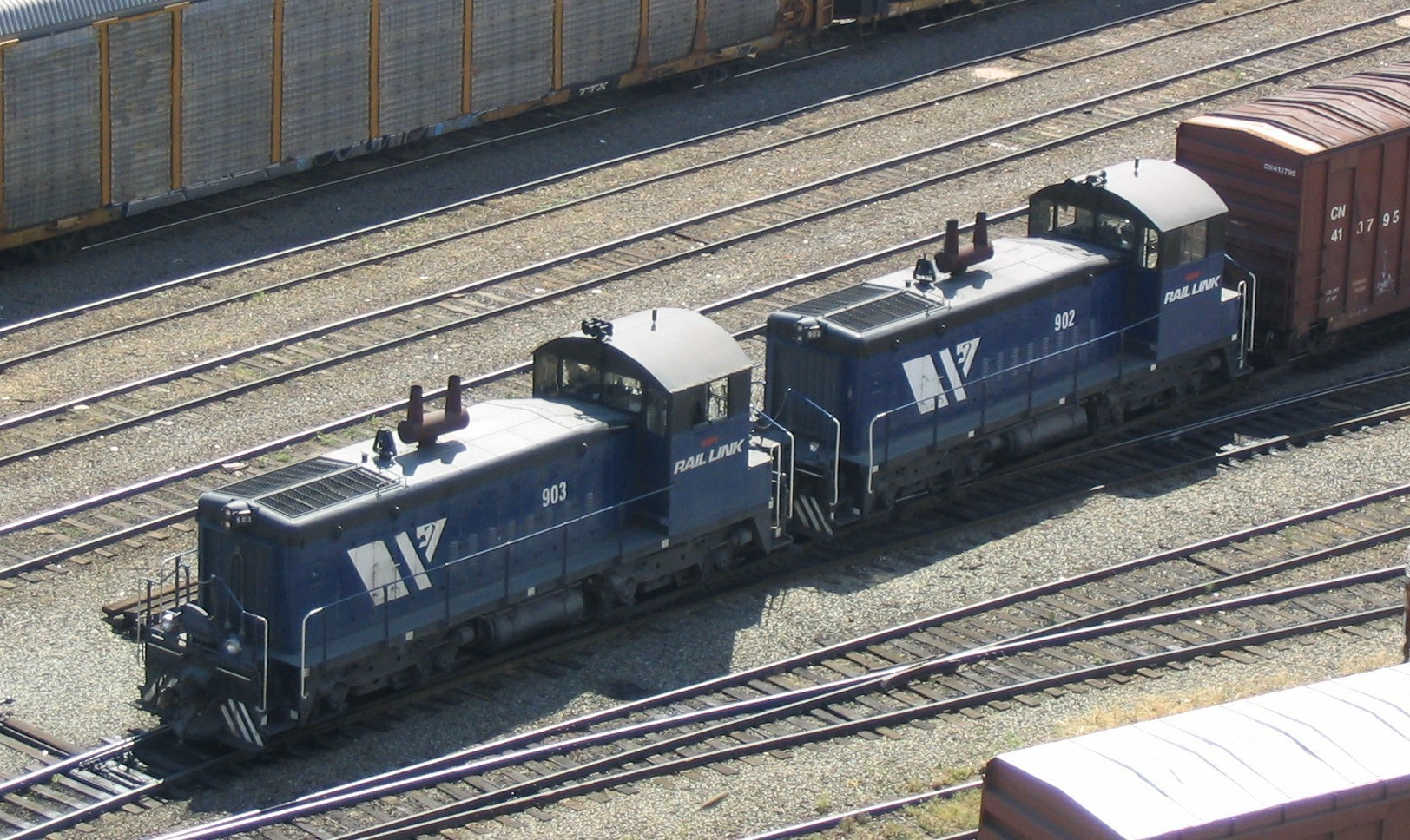
Une paire de SW900 du Southern Railway of British Columbia.

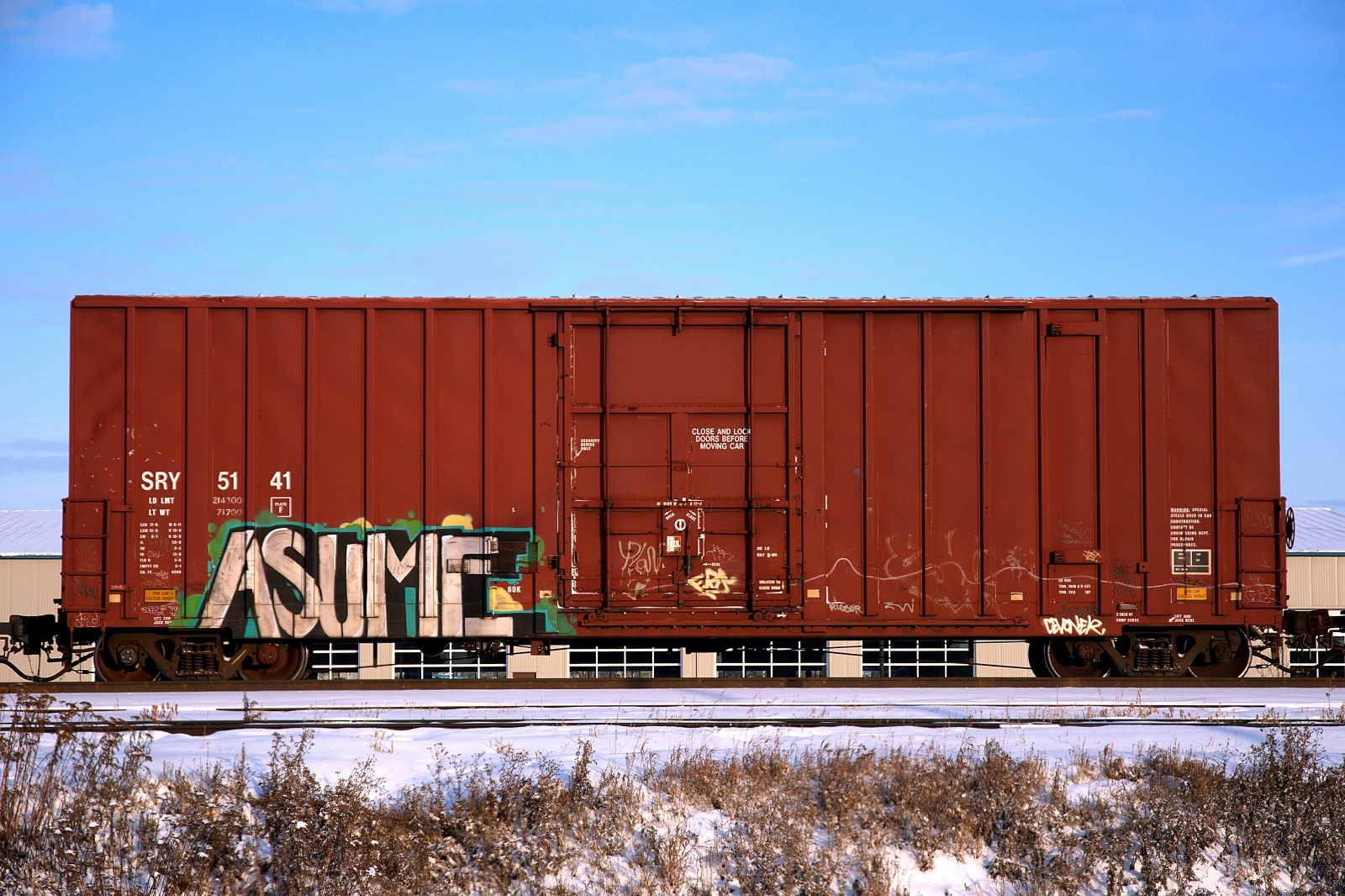
Wagon du SRY.

Le Southern Railway of British Columbia (SRY Rail Link, identifiée par l'AAR sous le sigle SRY) est une société canadienne de chemin de fer présente dans le sud-ouest de la partie continentale de la Colombie-Britannique.  

## Historique
La ligne reliant Chilliwack à New Westminster a été construite à l'origine en 1910 sous le nom de British Columbia Electric Railway (BCER), un service de tramway interurbain pour les passagers (actif jusqu'en 1950) servant aussi au trafic fret (produits agricoles). 
Le chemin de fer est repris par la société d'État BC Hydro en 1961, sous le nom de BC Hydro Railway (BCER). Le gouvernement provincial vend chemin de fer à Itel Rail Group en 1988. Le chemin de fer a été renommé Southern Railway of British Columbia. En 1994, il est acheté par le Washington Group International mais conserve le nom SRY. Le groupe Washington a depuis fusionné avec URS. 
À ce jour, la province et BC Hydro conservent le droit de réintroduire un service de passagers. La prise de conscience écologique fait que des personnes souhaitent voyager dans la vallée du Fraser autrement qu'en voiture privée. En 2019, la campagne South Fraser Community Rail était lancée, promue par l'ancien premier ministre de la Colombie-Britannique, Bill Vander Zalm et l'ancien maire de Langley, Rick Green, pour ressusciter le service passagers à Chilliwack en utilisant l'ancienne emprise du BCER. La ligne de métro léger proposée aurait une longueur de 103 km.
En 2010, le Southern Railway of British Columbia termine les travaux d'un terminal rail-mer au sud de l'île Annacis. Ce système permettant de charger des wagons et des remorques routières sur des barges, doit traiter 6 000 wagons par an, desservant l'Île de Vancouver et des industries côtières.
Du 28 juin au 30 juillet 2011, la desserte ferroviaire de l'île Annacis est stoppée, du fait de la collision d'une barge avec le pont desservant l'île. Les wagons sont redirigés vers les installations du Burlington Northern and Santa Fe Railway à Tilbury, en face de l'île au sud, et leurs chargements sont transférées par bateau.
En novembre 2020, le SRY reçoit un Rail Safety Award (prix de sécurité ferroviaire) de la part de l'Association des chemins de fer du Canada (en) pour la création d'un système de signalement des incidents de proximité entièrement géré par les employés, destiné à identifier des problèmes non-reportés symptomatiques de problèmes plus larges à venir.

## Voies exploitées
Le SRY relie Chilliwack à New Westminster via Langley et Abbotsford, et dessert le port de Vancouver, l'île Annacis au bord du fleuve Fraser (importation de voitures, exportation de produits forestiers, et d'autres envois ; trafic par barge vers Nanaimo et des usines de l'île de Vancouver) et plusieurs industries locales, en complément des chemins de fer de classe I desservant district régional du Grand Vancouver (le Canadien Pacifique, le Canadien National et le BNSF). Il exploite environ 100 km de voie principale.
Le SRY est également chargé de l'exploitation du chemin de fer sur l'île de Vancouver (Southern Railway of Vancouver Island).
En 2011, le SRY exploite une flotte de 29 locomotives et 2 000 wagons, et transporte environ 70 000 wagons chargés par année. 

## Parc de locomotives[10]
- GP9
- SD38
- SW900
- MP15

En 2021, le SRY annonce un projet de transformation d'une de ses locomotives de manœuvre diesel-électrique en machine hydrogène-électrique. L'objectif est de valider le concept pour convertir l'ensemble du parc, et ajouter ces conversions comme une option commerciale pour d'autres compagnies de chemin de fer. 